# Xian de Daishan
Le xian de Daishan (岱山县 ; pinyin : Dàishān Xiàn) est un district administratif de la province du Zhejiang en Chine. Il est placé sous la juridiction administrative de la ville-préfecture de Zhoushan.

## Démographie
La population du district était de 213 920 habitants en 1999.